# Quốc kỳ São Tomé và Príncipe

Quốc kỳ São Tomé và Príncipe

Quốc kỳ São Tomé và Príncipe (tiếng Bồ Đào Nha: Bandeira de São Tomé e Príncipe) gồm ba dải ngang màu lục, vàng,lục,  theo thứ tự từ trên xuống dưới. Mé cán cờ có một hình tam giác cân màu đỏ.